# Victoria boliviana
Victoria boliviana és una espècie de lliri d'aigua, que forma part del gènere Victoria de la família de les nimfeàcies. És la darrera espècie descrita del gènere (any 2022) i el seu membre més gran en mida.

## Etimologia
L'epítet concret boliviana referencia el seu origen a Bolívia, concretament a la zona de la conca fluvial de l'Amazones coneguda com a Llanos de Moxos.

## Descripció
Les flors, les quals són coberts amb aculis, són blanques i posteriorment es tornen roses. El recompte del cromosoma és 2n = 2x = 24.

## Taxonomia
La qüestió de la taxonomia de Victoria és complicada per la pèrdua de les col·leccions de tipus d'altres espècies. A més a més, les plantes són difícils de recollir arran de la seva gran mida, els aculis i la seva susceptibilitat a desintegrar-se abans que les peces puguin ser pròpiament conservades.

### Delimitació entreVictoria cruzianaiVictoria amazonica
La Victoria boliviana difereix en moltes característiques de les altres dues espècies del gènere. Això inclou una major llavor i mida de l'òvul, així com una altura moderada o intermèdia del full de la làmina del seu brocal. Comparteix recompte de cromosoma amb la Victoria cruziana, però difereix del de la Victoria amazonica, perquè també és més similar a la Victoria cruziana. Algunes característiques tenen un camp de superposició, tanmateix, en combinació es poden percebre moltes diferències.

### Posició dins del gènereVictoria
Aquesta espècie forma part del grup germà Victoria cruziana. Aquest fet comporta a la següent relació:
|  | \| \| Victoria cruziana \| \| \| \| \| \| Victoria boliviana \| \| \| \| |
|  |                                                                          |
|  | Victoria amazonica                                                       |
|  |                                                                          |
|  | Victoria cruziana                                                        |
|  |                                                                          |
|  | Victoria boliviana                                                       |
|  |                                                                          |

|  | Victoria cruziana  |
|  |                    |
|  | Victoria boliviana |
|  |                    |

## Ecologia
Aquesta espècie és nativa de les zones humides bolivianes i se l'ha vist pol·linitzada per escarabats.

## Història
Durant molt temps, els exemplars d'aquesta espècie han quedat sense el reconeixement de distintes entitats, tot i que eren presents en col·leccions. El 2016 els Jardins Botànics Reials Kew van rebre les llavors bolivianes i, després del pertinent estudi del material genètic, es va donar reconeixement a aquesta nova espècie de Victoria com a entitat distinta i separada. Concretament, va ser l'horticultor asturià Carlos Magdalena, un dels majors experts internacionals en nenúfars gegants qui, de la mà d'institucions i científics bolivians, va aconseguir portar més llavors a Anglaterra perquè fossin estudiades.

## Conservació
S'estima que aquesta espècie s'inclou en les categories de vulnerable (VU) i en perill (EN) de la Llista Vermella de la UICN. Se sap que està present a cinc zones de Bolívia.